# ジョー・チャンプネス
ジョセフ・ウィリアム・チャンプネス（英語: Joseph William Champness、1997年4月27日 - ）は、ニュージーランドとオーストラリア、フィリピンのサッカー選手、ラッパー。ニュージーランド代表。ポジションはFW。

## クラブ歴
オークランドに生まれたが、オーストラリアで育った。モートン・ベイ・ユナイテッドFCで選手となった。その後、ブリスベン・ロアーFCに加入したもののトップチームでの出場機会は無かった。
2017年1月にニューカッスル・ユナイテッド・ジェッツFCにスカラーシップ契約で加入。しかし直後にアントニー・バーク＝ギルロイとともにリーガプロのアカデミカ・コインブラに期限付き移籍となった。彼はリザーブチームでプレーする傍らトップチームでも出場機会を得た。2017年夏のプレシーズンにはニューカッスル・ユナイテッド・ジェッツに復帰し4得点を記録、アーニー・メリック新監督の目に留まって3年契約を締結した。10月7日にプロ初出場初得点を記録した。
2019年8月14日、プレシーズンの殆どを米国で過ごした彼は、ラッパーとしての夢を追うため、サッカーからの引退を発表。もし3年以内にサッカー界に復帰する場合はニューカッスル・ユナイテッド・ジェッツに戻ってくるとの契約の下、クラブと合意した。
しかし新型コロナウイルス感染症の世界的流行もあって、2020年10月にニューカッスル・ユナイテッド・ジェッツに復帰。2020-21シーズンを古巣ブリスベン・ロアーに期限付き移籍して過ごす事となった。
2021年8月にスュペル・リグのギレスンスポルに完全移籍。

## 代表歴
オーストラリアのアンダー代表としてAFC U-19選手権2016、AFC U-23選手権2018に参加した。
2021年6月14日にニュージーランド代表へ鞍替えした事が発表された。同月25日に東京オリンピックのニュージーランド代表メンバーに選出された。同年10月12日に行われたバーレーン代表との親善試合でA代表初出場。

## 個人・エピソード
父はオーストラリア人で母はフィリピン人。弟のダニエル・チャンプネスもサッカー選手。
2019年にサッカー選手を一度引退した際に、3年以内に戻ってきたならば、ニューカッスル・ユナイテッド・ジェッツ以外ではプレーしないと語っていたにもかかわらず、翌年秋にニューカッスル・ユナイテッド・ジェッツからブリスベン・ロアーに期限付き移籍する形でサッカー界に復帰したため、ニューカッスル・ユナイテッド・ジェッツのサポーターから反感を買った。

## ラッパー歴
2019年にサッカー選手を一度引退してからロサンゼルスに渡った。2020年2月に発表されたMy PlanはBETジャムズやVH1でも放送され、累計350万回再生を記録するヒット曲となった。トリプルJではパーティーネクストドアやブライソン・ティラーと比較され、5点中3.5点の評価を受けた。